# Современная поэзия (журнал)
Журнал «Современная поэзия» — литературный журнал, выходивший с 2003 года по 2014 год (с 2003 до 2006 года под наименованием «Сетевая поэзия»).

## Основатели журнала
- Андрей Новиков — главный редактор журнала.
- Юрий Ракита — редактор отдела критики.
- Наталия Демичева — корректор, дизайнер, верстальщик, выпускающий редактор .
- Андрей Коровин — ответственный секретарь.

- Вячеслав Харченко, Константин Прохоров, Олег Шатыбелко, Дмитрий Коломенский, Андрей Коровин, Елена Гончарова, Илья Леленков, Наталия Демичева — выпускающие редакторы.

## Поэты, публиковавшиеся в журнале
Герман Власов , Александр Кабанов, Геннадий Каневский, Сергей Шестаков, Михаил Квадратов, Мария Ватутина, Игорь Волгин, Бахыт Кенжеев, Юрий Кублановский, Кирилл Ковальджи, Татьяна Полетаева, Вячеслав Харченко, Анна Аркатова, Ганна Шевченко, Лилия Газизова , Андрей Коровин, Юлия Идлис, Екатерина Боярских, Вячеслав Лейкин, Александр Переверзин, Ербол Жумагул, Александр Сопровский, Санжар Янышев , Александр Анашкин, Константин Кедров, Евгений Степанов, Вадим Месяц, Андрей Поляков, Алексей Остудин и др.

## Книжная серия журнала
Издавалась серия поэтических книг "Библиотека журнала «Современная поэзия» в издательстве «Вест-консалтинг». Были выпущены книги поэтов: Анна Логвинова «Кенгурусские стихи», Юрий Коньков «Ржаворонок», Илья Леленков «Думай о хорошем», Дмитрий Тонконогов «Темная азбука», Олег Шатыбелко «кстати, преодоленный»и др.

## История журнала
Журнал создавался, как орган печати сетевых поэтов и отражал феномен сетевой литературы, возникшей на рубеже ХХ и XXI веков. В 2006 году с момента, когда основные авторы журнала стали публиковаться в толстых журналах Журнального зала и получили ряд литературных премий (см. Волошинский литературный конкурс, Московский счет и др.), стал называться «Современная поэзия». С 2006 года журналом занимались Андрей Новиков, Андрей Коровин и Илья Леленков. Издание журнала прекращено в 2014 году после трагической смерти главного редактора Андрея Новикова.

## Статьи о журнале, полезные ссылки
- Отчет о десятилетии журнала «Современная поэзия»[20]
- Страница журнала «Современная поэзия» на портале «Читальный зал»[21]
- Статья в журнале «Бельские просторы»[22]
- Статья о главном редакторе журнала в «Независимой газете»[23]
- Статья о журнале «Сетевая поэзия» в журнале «Знамя», 2004,5[24].
- Обращение главного редактора журнала «Сетевая поэзия»[25]
- Статья о сетевой поэзии в журнале «Сибирские огни»[26]
- Статья о мероприятиях, которые проводила редакция журнала «Сетевая поэзия»[27]